# 6. domobranski pehotni polk (Avstro-Ogrska)
Za druge 6. polke glejte 6. polk.
6. domobranski pehotni polk (izvirno nemško k.k. Landwehr Infanterie Regiment «Eger» Nr. 6) je bil pehotni polk avstrijskega domobranstva.

## Zgodovina
Polk je bil ustanovljen leta 1889. 

### Prva svetovna vojna
Polkovna narodnostna sestava leta 1914 je bila sledeča: 97% Nemcev in 3% drugih. Naborni okraj polka je bil v Chebu in Berounu na Češkem, pri čemer so bile polkovne enote garnizirane v Chebu.
Med prvo svetovno vojno se je polk bojeval tudi na soški fronti, med drugim tudi med tretjo soško ofenzivo. Med deseto soško ofenzivo je polk 16. maja 1917 v protinapadu zajel Kuk, katerega so zjutraj osvojili Italijani.
V noči iz 3. na 4. september 1917, med enajsto soško ofenzivo, je polk zamenjal ostanke 87. pehotnega polka na Škabrijelu, a jih je ob zori 4. septembra napadla skupina 400 arditov, pri čemer so domobranci izgubili položaje in se umaknili z velikimi izgubami.

## Poveljniki polka
- 1898: Robert Scheriau von Kranichshain[6]
- 1914: Adolf Hansmann[1]